# Opoj
Opoj este o comună slovacă, aflată în districtul Trnava din regiunea Trnava. Localitatea se află la altitudinea de 131 m deasupra n.m., se întinde pe o suprafață de 4,62 km2 și în 2017 număra 1.139 de locuitori.

## Istoric
Localitatea Opoj este atestată documentar din 1266.

## Demografie
| An:                | 1994 | 2004   | 2014    | 2024    |
| ------------------ | ---- | ------ | ------- | ------- |
| Număr de persoane: | 788  | 801    | 1028    | 1344    |
| Diferență:         |      | +1,64% | +28,33% | +30,73% |

| An:                | 2023 | 2024   |
| ------------------ | ---- | ------ |
| Număr de persoane: | 1335 | 1344   |
| Diferență:         |      | +0,67% |